# Motu (lud)

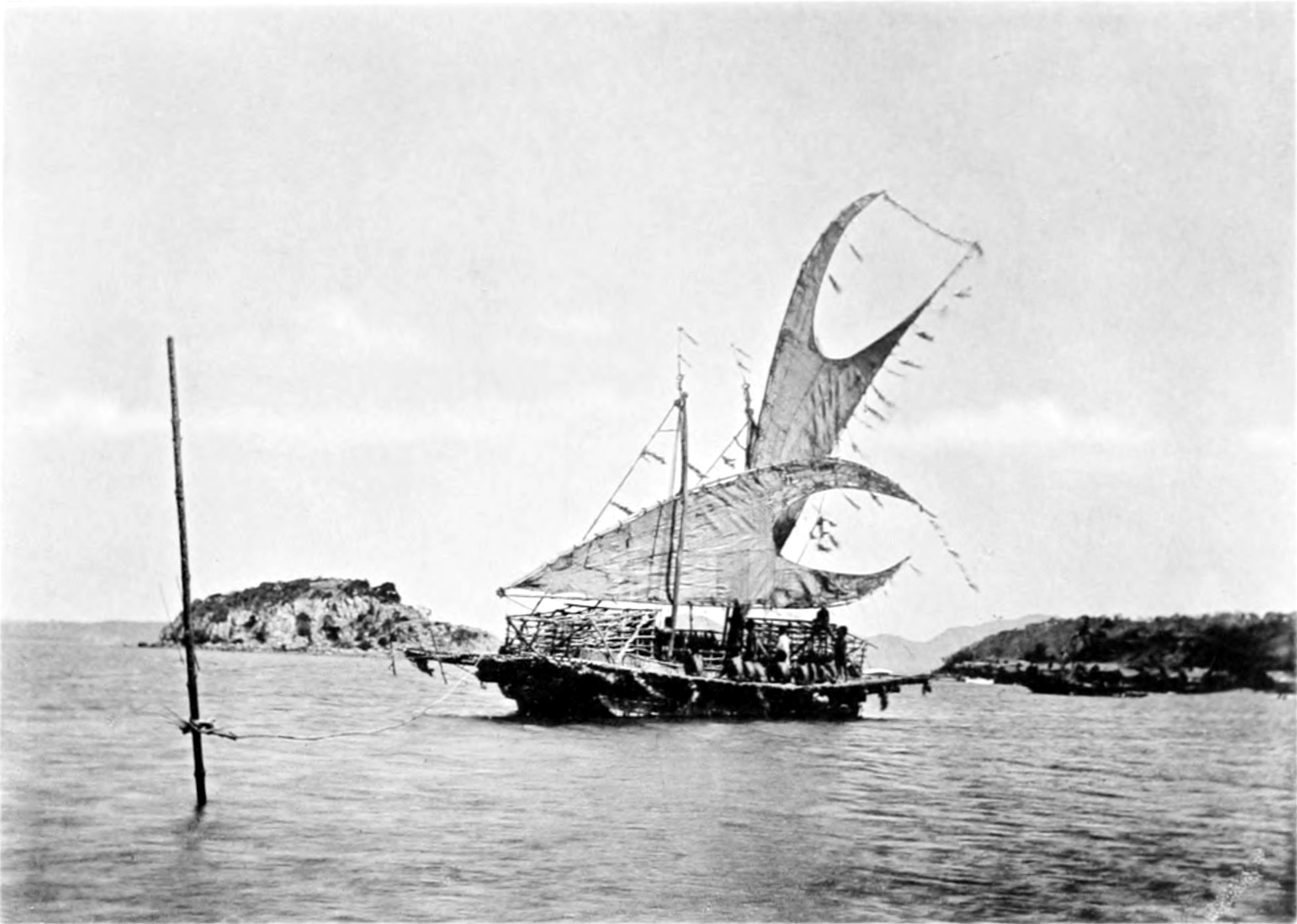
Lakatoi

Motu – lud melanezyjski zamieszkujący obszar nadbrzeżny w południowo-wschodniej Papui-Nowej Gwinei. 
Podobnie jak wiele innych ludów z nadbrzeżnych terenów Papui-Nowej Gwinei posługują się językiem z rodziny austronezyjskiej. W ramach języka motu wyróżnia się dialekty wschodni i zachodni. Na bazie ich języka powstał hiri motu, regionalna lingua franca. W użyciu są też języki tok pisin i angielski. Pod wpływem działalności misjonarzy przyjęli chrześcijaństwo, poddali się także silnej modernizacji.
Tradycyjnie zajmowali się rolnictwem (główne uprawy: pochrzyn, banany), rybołówstwem i handlem; pewne znaczenie miało garncarstwo, które było zadaniem kobiet. Hodowano trzodę chlewną, aczkolwiek głównie do celów ceremonialnych.
Rozwinęli tradycję tatuażu, dziś w dużej mierze zarzuconą; tatuowano przede wszystkim kobiety. Zostali dobrze opisani w literaturze ze względu na podejmowane przez nich coroczne wyprawy handlowe do odległych części Zatoki Papua. Mężczyźni z ludu Motu budowali duże jednostki żeglarskie zwane lakatoi (lagatoi). Wypraw zaniechano, jednakże dawną tradycję upamiętniają coroczne ceremonie.